# Mariano Carrera Blázquez
Mariano Carrera Blázquez (Ciria, Soria, 9 de mayo de 1959) conocido como Dis Berlín es un pintor, escultor y fotógrafo español. Su formación la llevó a cabo en la ciudad de Zaragoza, a donde llegó con sólo cinco años de edad.

## Vida y obras
La obra pictórica de Mariano Carrera está próxima a las formas de vanguardia, alejada pues del academicismo; a lo largo de su producción se le han conocido diferentes etapas, desde la inicial abstracción, pasando por la figuración al modo de Matisse y una etapa azul a mediados de la década de 1980. En 1989 comenzó a pintar escenas figurativas , especialmente interiores de viviendas, a esta etapa se la conoció como Heaven.
En el terreno de la fotografía, arte al que se dedica desde inicios de la década de 1990, su obra ha llevado un camino paralelo a su pintura, lo mismo que en la escultura, arte al que se dedica desde 1994.
En 2009 obtuvo el 2º Premio en el XVII Concurso de Pintura Ciudad de Tudela con la obra Mundos comunicantes, óleo sobre lino.
Su obra se encuentra en el Museo Centro de Arte Faro de Cabo Mayor, Santander
En junio de 2011 fue galardonado con el primer premio de Pintura en el XII concurso de Artes Plásticas de la Universidad de Murcia.